# Cléopâtre (entreprise)
Pour les articles homonymes, voir Cléopâtre.
 (avril 2021).
La mise en forme du texte ne suit pas les recommandations de Wikipédia : il faut le « wikifier ».
Les points d'amélioration suivants sont les cas les plus fréquents. Le détail des points à revoir est peut-être précisé sur la page de discussion.
- Les titres sont pré-formatés par le logiciel. Ils ne sont ni en capitales, ni en gras.
- Le texte ne doit pas être écrit en capitales (les noms de famille non plus), ni en gras, ni en italique, ni en « petit »…
- Le gras n'est utilisé que pour surligner le titre de l'article dans l'introduction, une seule fois.
- L'italique est rarement utilisé : mots en langue étrangère, titres d'œuvres, noms de bateaux, etc.
- Les citations ne sont pas en italique mais en corps de texte normal. Elles sont entourées par des guillemets français : « et ».
- Les listes à puces sont à éviter, des paragraphes rédigés étant largement préférés. Les tableaux sont à réserver à la présentation de données structurées (résultats, etc.).
- Les appels de note de bas de page (petits chiffres en exposant, introduits par l'outil «  Source ») sont à placer entre la fin de phrase et le point final[comme ça].
- Les liens internes (vers d'autres articles de Wikipédia) sont à choisir avec parcimonie. Créez des liens vers des articles approfondissant le sujet. Les termes génériques sans rapport avec le sujet sont à éviter, ainsi que les répétitions de liens vers un même terme.
- Les liens externes sont à placer uniquement dans une section « Liens externes », à la fin de l'article. Ces liens sont à choisir avec parcimonie suivant les règles définies. Si un lien sert de source à l'article, son insertion dans le texte est à faire par les notes de bas de page.
- La présentation des références doit suivre les conventions bibliographiques. Il est recommandé d'utiliser les modèles {{Ouvrage}}, {{Chapitre}}, {{Article}}, {{Lien web}} et/ou {{Bibliographie}}. Le mode d'édition visuel peut mettre en forme automatiquement les références.
- Insérer une infobox (cadre d'informations à droite) n'est pas obligatoire pour parachever la mise en page.

Pour une aide détaillée, merci de consulter Aide:Wikification.
Si vous pensez que ces points ont été résolus, vous pouvez retirer ce bandeau et améliorer la mise en forme d'un autre article.

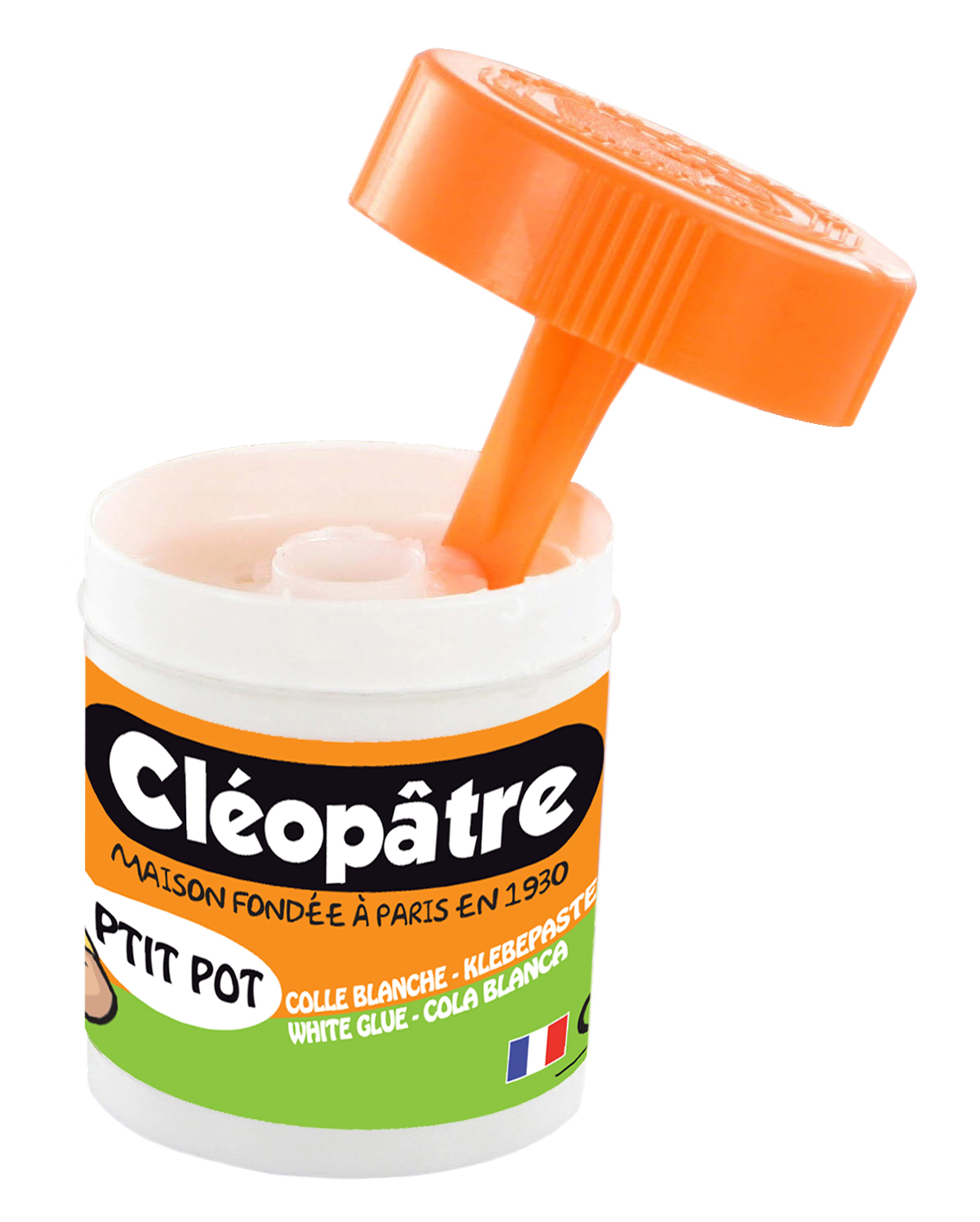
Colle blanche Cléopâtre

Cléopâtre Colles et Couleurs est une entreprise française qui fabrique des colles et des peintures. 

## Origine du nom
Son nom est une référence à l'illustre reine de l'Égypte antique : Cléopâtre VII. Un personnage historique humoristique dessiné qui s'inspire de cette vraie Cléopâtre sert aujourd'hui la communication visuelle de la marque (emballages, catalogues de produits, site internet, etc.). 

## Historique
L'entreprise est créée en 1930 par Pierre Chamson, dans un appartement du 4, rue Chapon à Paris. Elle est connue depuis cette date pour la fabrication du P'tit pot de colle, à l'odeur d'amande depuis 1934 ou 1935, avec un petit pinceau d'application apparu à la même époque, remplacé dans les années 1950 par une spatule aujourd'hui intégrée dans un couvercle orange. Sa composition, non toxique, est à base d'amidon et d'eau,. Ce produit emblématique et surtout son odeur caractéristique ont marqué la mémoire collective de générations d'écoliers. 
Elle a obtenu le label Entreprise du patrimoine vivant.
Son activité principale est la fabrication de colles et de peintures pour les écoles, les professeurs des écoles sont parmi ses principaux clients, les écoliers les utilisateurs de ses produits.
Sa production est aussi la fabrication de vernis, résines, colles pour le domaine des loisirs créatifs.
Changeant de propriétaires en 1954, l'entreprise est d'abord transférée, en 1959, au 153 bis, rue Pelleport à Paris, puis déménage, en 1971, à Ballan-Miré en Indre-et-Loire. 